# ریوسوکه مادا (بازیکن فوتبال، زاده ۱۹۹۸)
ریوسوکه مادا (ژاپنی: 前田 椋介؛ زادهٔ ۲ مارس ۱۹۹۸) یک بازیکن فوتبال اهل ژاپن است.
از باشگاه‌هایی که در آن بازی کرده‌است می‌توان به باشگاه فوتبال فوکوشیما یونایتد اشاره کرد.